# Gare de Brassac-les-Mines - Sainte-Florine
La gare de Brassac-les-Mines - Sainte-Florine est une gare ferroviaire française de la ligne de Saint-Germain-des-Fossés à Nîmes-Courbessac, située sur le territoire de la commune de Brassac-les-Mines, dans le département du Puy-de-Dôme, en région Auvergne-Rhône-Alpes, à proximité de la commune de Sainte-Florine, dans le département de la Haute-Loire, également en région Auvergne-Rhône-Alpes.
C'est une gare de la Société nationale des chemins de fer français (SNCF), desservie par des trains grandes lignes Intercités, et des trains régionaux TER Auvergne-Rhône-Alpes.

## Situation ferroviaire
Établie à 409 mètres d'altitude, la gare de Brassac-les-Mines est située au point kilométrique (PK) 472,889 de la ligne de Saint-Germain-des-Fossés à Nîmes-Courbessac, entre les gares ouvertes du Breuil-sur-Couze et d'Arvant.

## Service des voyageurs

### Accueil
Le bâtiment voyageurs a été définitivement fermé le 15 octobre 2017 ; il était équipé d'un guichet. La gare dispose d'automates pour l'achat de titres de transport.
Un passage souterrain permet de traverser d'un quai à l'autre.

### Desserte
Brassac-les-Mines - Sainte-Florine est desservie par des trains grandes lignes Intercités, qui effectuent des missions entre les gares de Clermont-Ferrand et de Béziers.
C'est aussi une gare régionale desservie par des trains TER Auvergne-Rhône-Alpes qui effectuent des missions entre les gares de Clermont-Ferrand et Nîmes, Le Puy-en-Velay, Brioude ou Aurillac. Deux trains ont pour origine Moulins-sur-Allier et un continue jusqu'à Gannat depuis le service annuel 2012.

### Intermodalité
Un abri à vélos et un parking pour les véhicules sont aménagés.